# Genista valentina
Genista valentina är en ärtväxtart som först beskrevs av Spreng., och fick sitt nu gällande namn av Ernst Gottlieb von Steudel. Genista valentina ingår i släktet ginster, och familjen ärtväxter. Inga underarter finns listade i Catalogue of Life.